# Windy City Open
Le Windy City Open est un tournoi de squash qui se tient à l'University club of Chicago aux États-Unis en février. Il fait partie du PSA World Tour et du WSA World Tour. Le premier tournoi se déroule en 1994. Le nom fait allusion au surnom de Chicago Windy City (« La ville des vents »).
En 2015, le tournoi est le premier des World Series à proposer le même montant pour les hommes et les femmes, soit le montant record de 150 000 dollars. En 2018, il devient le tournoi le plus richement doté de toute l'histoire avec une dotation globale de 500 000 dollars.
Le tournoi est suspendu en 2019 pour laisser l'organisation des championnats du monde, financés par le même sponsor Mark Walter (en), fondateur et PDG de Guggenheim Partners.

## Palmarès

### Hommes
| Année | Champion                                                         | Finaliste                                                        | Score                                                            |
| ----- | ---------------------------------------------------------------- | ---------------------------------------------------------------- | ---------------------------------------------------------------- |
| 2024  | Ali Farag                                                        | Paul Coll                                                        | 11-8, 5-11, 11-7, 15-13 (73 min)                                 |
| 2022  | Paul Coll                                                        | Youssef Ibrahim                                                  | 7-11, 10-12, 11-4, 11-7, 11-9 (96 min)                           |
| 2020  | Ali Farag                                                        | Paul Coll                                                        | 12-14, 9-11, 11-7, 11-6, 11-1 (76 min)                           |
| 2019  | Pas de compétition en raison des championnats du monde 2018-2019 | Pas de compétition en raison des championnats du monde 2018-2019 | Pas de compétition en raison des championnats du monde 2018-2019 |
| 2018  | Mohamed El Shorbagy                                              | Marwan El Shorbagy                                               | 11-8, 11-8, 11-6 (39 min)                                        |
| 2017  | Grégory Gaultier                                                 | Marwan El Shorbagy                                               | 5-11, 11-8, 11-2, 11-4                                           |
| 2016  | Mohamed El Shorbagy                                              | Nick Matthew                                                     | 11-6, 11-3, 2-0 rtd                                              |
| 2015  | Nick Matthew                                                     | Mohamed El Shorbagy                                              | 11-7, 11-2, 11-7                                                 |
| 2014  | Grégory Gaultier                                                 | Ramy Ashour                                                      | 11-7, 11-3, 11-4                                                 |
| 2013  | Borja Golán                                                      | Stephen Coppinger                                                | 5-11, 11-8, 11-6, 11-6,                                          |
| 2012  | Saurav Ghosal                                                    | Yasir Butt                                                       | 11-8, 15-13, 10-12, 11-5                                         |
| 2011  | Oliver Pett                                                      | Jan Koukal                                                       | 13-11, 11-6, 11-4,                                               |
| 2010  | Pas de compétition                                               | Pas de compétition                                               | Pas de compétition                                               |
| 2009  | Pas de compétition                                               | Pas de compétition                                               | Pas de compétition                                               |
| 2008  | Pas de compétition                                               | Pas de compétition                                               | Pas de compétition                                               |
| 2007  | Amr Shabana                                                      | Anthony Ricketts                                                 | 11-8, 11-8, 15-13                                                |
| 2006  | David Palmer                                                     | Jonathon Power                                                   | 11-5, 5-11, 11-8, 9-11, 12-10                                    |
| 2005  | John White                                                       | Amr Shabana                                                      | 11-7, 11-8, 11-4                                                 |
| 2004  | Nick Matthew                                                     | Grégory Gaultier                                                 | 12-15, 15-9, 15-12, 15-4                                         |
| 2003  | Paul Price                                                       | Grégory Gaultier                                                 | 15-11, 15-14, 15-17, 15-11                                       |
| 2002  | Nick Taylor                                                      | Grégory Gaultier                                                 | 15-10, 15-7, 15-4                                                |
| 2001  | Thierry Lincou                                                   | John Williams                                                    | 17-16, 15-12, 13-15, 15-13                                       |
| 2000  | Pas de compétition                                               | Pas de compétition                                               | Pas de compétition                                               |
| 1999  | Stephen Meads                                                    | Kelly Patrick                                                    | 15-11, 15-7, 15-8                                                |
| 1998  | Marcus Berrett                                                   | Lee Beachill                                                     |                                                                  |
| 1997  | Pas de compétition                                               | Pas de compétition                                               | Pas de compétition                                               |
| 1996  | Pas de compétition                                               | Pas de compétition                                               | Pas de compétition                                               |
| 1995  | Mark Chaloner                                                    | Rodney Durbach                                                   |                                                                  |
| 1994  | Gary Waite                                                       | Byron Davis                                                      | 15-9, 15-13, 15-8                                                |

### Femmes
| Année | Champion                                                         | Finaliste                                                        | Score                                                            |
| ----- | ---------------------------------------------------------------- | ---------------------------------------------------------------- | ---------------------------------------------------------------- |
| 2024  | Nour El Sherbini                                                 | Nouran Gohar                                                     | 11-7, 6-11, 11-4, 11-4 (50 min)                                  |
| 2022  | Nouran Gohar                                                     | Hania El Hammamy                                                 | 15-13, 11-9, 11-8 (62 min)                                       |
| 2020  | Nour El Sherbini                                                 | Raneem El Weleily                                                | 11-8, 8-11, 11-8, 6-11, 11-9 (59 min)                            |
| 2019  | Pas de compétition en raison des championnats du monde 2018-2019 | Pas de compétition en raison des championnats du monde 2018-2019 | Pas de compétition en raison des championnats du monde 2018-2019 |
| 2018  | Nour El Tayeb                                                    | Joelle King                                                      | 11-8, 10-12, 11-13, 11-9, 12-10 (78 min)                         |
| 2017  | Raneem El Weleily                                                | Nour El Sherbini                                                 | 10-12, 11–7, 11–7, 11–7                                          |
| 2016  | Raneem El Weleily                                                | Nour El Sherbini                                                 | 9-11, 11-6, 11-3, 11-6                                           |
| 2015  | Raneem El Weleily                                                | Nicol David                                                      | 12-14, 12-10, 11-7, 11-7                                         |
| 2014  | Laura Massaro                                                    | Raneem El Weleily                                                | 9-11, 11-8, 11-9, 3-11, 11-6,                                    |
| 2013  | Pas de compétition                                               | Pas de compétition                                               | Pas de compétition                                               |
| 2012  | Pas de compétition                                               | Pas de compétition                                               | Pas de compétition                                               |
| 2011  | Joshna Chinappa                                                  | Dipika Pallikal                                                  | 11-4, 6-11, 12-10, 2-11, 11-6                                    |
| 2010  | Pas de compétition                                               | Pas de compétition                                               | Pas de compétition                                               |
| 2009  | Pas de compétition                                               | Pas de compétition                                               | Pas de compétition                                               |
| 2008  | Samantha Terán                                                   | Latasha Khan                                                     | 9-2, 9-7, 9-2                                                    |